# Inland Empire–Orange County Line
La  Línea Inland Empire-Orange County (en inglés: Inland Empire-Orange County Line) es una línea del Tren de Cercanías Metrolink en California. La línea opera entre las estaciones  San Bernardino-Downtown station en San Bernardino y Oceanside station en Oceanside en el área metropolitana de Gran Los Ángeles, área de Inland Empire y Orange County.

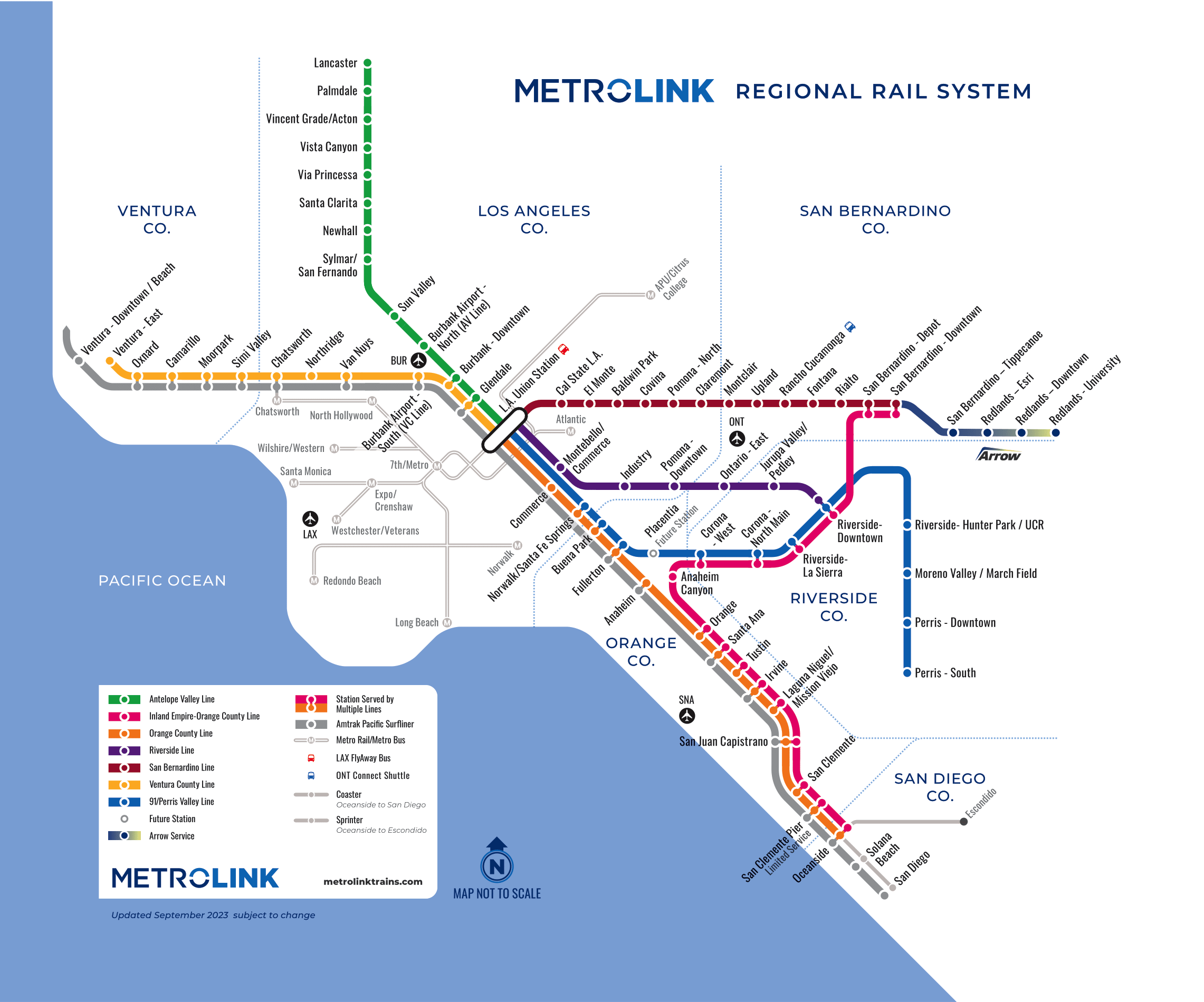
Línea Inland Empire-Orange County en color rosa 2025

## Historia
La línea es la sexta línea de Metrolink en entrar en funcionamiento, se inauguró entre Riverside e Irvine el 2 de octubre de 1995. Tras la finalización de las obras en las vías, la extensión a San Bernardino se inauguró el 4 de marzo de 1996. Con excepción de la estación Anaheim Canyon, la línea comparte todas sus estaciones con otras líneas de Metrolink.
La línea Inland Empire-Orange County es una línea, tras su inauguración, se convirtió en la primera línea de Metrolink que no pasa servicio a Union Station en Los Ángeles, ni cruza el río Los Ángeles y fue la única hasta la inauguración del servicio Arrow 2022. Con una longitud de 161,1 km (100,1 millas), es la línea más larga del sistema.

## Frecuencia
En julio de 2006, la Autoridad de Transporte del Condado de Orange extendió servicio en fin de semana. Desde agosto de 2016, el horario de la línea incluye dos trenes los sábados y dos los domingos, cada uno presta servicio a todas las estaciones, incluyendo San Clemente Pier station. 
Desde julio de 2016, ocho trenes en cada dirección prestan servicio a las estaciones de San Bernardino-Downtown station hasta Laguna Niguel/Mission Viejo entre semana. El resto de los trenes que prestan servicio a la línea cubren más estaciones, excepto San Clemente Pier station, que solo opera los fines de semana.

## Estaciones
La línea Inland Empire-Orange County opera 16 estaciones de tiempo completo. Son de norte a sur:
| Estación                                  | Conexiones                                                                                        | Localidad           | Localidad      |
| Estación                                  | Conexiones                                                                                        | Ciudad              | Condado        |
| ----------------------------------------- | ------------------------------------------------------------------------------------------------- | ------------------- | -------------- |
| San Bernardino-Downtown station           | Línea Arrow Línea San Bernardino                                                                  | San Bernardino      | San Bernardino |
| San Bernardino-Depot station              | Línea San Bernardino Amtrak: Southwest Chief                                                      | San Bernardino      | San Bernardino |
| Riverside-Downtown                        | : Línea 91/Perris Valley Línea Riverside Amtrak: Southwest Chief                                  | Riverside           | Riverside      |
| Riverside-La Sierra station               | : Línea 91/Perris Valley                                                                          | Riverside           | Riverside      |
| Corona-North Main station                 | : Línea 91/Perris Valley                                                                          | Corona              | Riverside      |
| Corona-West station                       | : Línea 91/Perris Valley                                                                          | Corona              | Riverside      |
| Anaheim Canyon station                    | ART: Ruta #17 hacia Disneyland Resort                                                             | Anaheim             | Orange         |
| Orange station                            | : Línea Orange County                                                                             | Orange              | Orange         |
| Santa Ana station                         | : Línea Orange County OC Streetcar Amtrak: Pacific Surfliner                                      | Santa Ana           | Orange         |
| Tustin station                            | : Línea Orange County                                                                             | Tustin              | Orange         |
| Irvine station                            | : Línea Orange County Amtrak: Pacific Surfliner                                                   | Irvine              | Orange         |
| Laguna Niguel/Mission Viejo station       | : Línea Orange County                                                                             | Laguna Niguel       | Orange         |
| San Juan Capistrano station               | : Línea Orange County Amtrak: Pacific Surfliner                                                   | San Juan Capistrano | Orange         |
| San Clemente station                      | : Línea Orange County                                                                             | San Clemente        | Orange         |
| San Clemente Pier station (Fin de Semana) | : Línea Orange County Amtrak: Pacific Surfliner                                                   | San Clemente        | Orange         |
| Oceanside station                         | : Línea Orange County Amtrak: Pacific Surfliner North County Transit District: Coaster & Sprinter | Oceanside           | San Diego      |